# Polyrhachis montana
Polyrhachis montana är en myrart som beskrevs av Hung 1970. Polyrhachis montana ingår i släktet Polyrhachis och familjen myror. Inga underarter finns listade i Catalogue of Life.